# Акцизна марка
Акци́зна ма́рка — спеціальний знак, що ним маркують підакцизні товари (алкогольні напої та тютюнові вироби) і наявність якого підтверджує сплату акцизного збору, легальність ввезення та право реалізації цих виробів на території держави.